# Tour de France 2009
96. edycja Tour de France odbywała się od 4 lipca do 26 lipca 2009. Trasa, największego kolarskiego wyścigu, rozpoczęła się w Monako piętnastokilometrową jazdą indywidualną na czas. Część trasy tego etapu przebiegała przez tor wyścigowy Circuit de Monaco. Drugi etap również rozpoczął się w Księstwie Monako, jednak dalsza jego część przebiegała przez Francję.
Wyścig odwiedził łącznie sześć krajów: Monako, Francję, Hiszpanię, Andorę, Szwajcarię oraz Włochy (część szesnastego etapu). Łącznie kolarze pokonali 3459 kilometrów w tym 95 w jazdach na czas. Odbyło się siedem etapów górskich z których trzy zakończyły się górskimi finiszami, jeden etap był pagórkowaty. Jazda drużynowa na czas, jaka odbyła się podczas czwartego etapu, była pierwszą na trasie wyścigu od 2005 roku.
Wyścig zakończył się po 21 etapach. Meta tradycyjnie wyznaczona została w Paryżu.

## Uczestnicy

### Drużyny
20 drużyn wystartowało w wyścigu, 17 z nich to członkowie UCI ProTour, wystartowały również trzy drużyny spoza tego cyklu, które uzyskały dzikie karty. Były to: Skil-Shimano, Cervélo TestTeam oraz Agritubel. Każda z drużyn wystawiła po 9 kolarzy, dzięki czemu w całym wyścigu stanęło na starcie 180 zawodników.
Oto lista drużyn uczestniczących w wyścigu:

Ag2r-La Mondiale

Agritubel

Team Astana

Bbox Bouygues Telecom

Caisse d’Epargne

Cervélo TestTeam

Cofidis

Euskaltel-Euskadi

La Française des Jeux

Garmin-Slipstream

Team Katusha

Lampre

Liquigas

Quick Step

Rabobank

Silence-Lotto

Skil-Shimano

Team Columbia

Team Milram

Team Saxo Bank

### Zawodnicy
Faworytami do zwycięstwa w wyścigu byli m.in. zwycięzca z 2008 roku – Carlos Sastre, zwycięzca z 2007 roku Alberto Contador, zwycięzca pierwszego tegorocznego wyścigu Grand Touru – Giro d’Italia Denis Mienszow oraz dwukrotny drugi w poprzednich edycjach Cadel Evans. Do wyścigu po trzyletniej przerwie powrócił Lance Armstrong. Zawodnik ten startował w jednej drużynie z Contadorem.
W wyścigu, z powodu kar, nie wystartowało dwóch znanych zawodników. Alejandro Valverde, lider drużyny Caisse d’Epargne, który w ostatnich dwóch latach kończył wyścig w klasyfikacji generalnej w pierwszej dziesiątce nie wystartuje w Tourze z powodu zawieszenia za doping, które nałożył na niego Włoski Komitet Olimpijski. Decyzja ta miała miejsce w maju br. i obowiązywać będzie przez dwa lata. Z tego powodu Hiszpan nie może jeździć we Włoszech, a szesnasty etap przebiega przez teren Italii. Początkowo do Touru zgłoszony był również Holender Thomas Dekker, ale ten miał pozytywny wynik testu antydopingowego na erytropoetyny. Specyfik ten jest zabroniony dla sportowców. Za niego wystartuje Charles Wegelius.
Początkowo do startu nie został dopuszczony belgijski sprinter i zwycięzca zielonej koszulki w 2007 roku Tom Boonen z powodu pozytywnego wyniku testu na kokainę. 3 lipca zmieniono decyzję i Boonen będzie mógł wystartować w Wielkiej Pętli.

## Etapy
| Etap | Data     | Start                 | Meta                 | Km    | Typ           | Typ                        | Zwycięzca          | Lider             |
| ---- | -------- | --------------------- | -------------------- | ----- | ------------- | -------------------------- | ------------------ | ----------------- |
| 1    | 4 lipca  | Monako                | Monako               | 15.5  |               | Jazda indywidualna na czas | Fabian Cancellara  | Fabian Cancellara |
| 2    | 5 lipca  | Monako                | Brignoles            | 187   |               | płaski                     | Mark Cavendish     | Fabian Cancellara |
| 3    | 6 lipca  | Marsylia              | La Grande-Motte      | 196.5 |               | płaski                     | Mark Cavendish     | Fabian Cancellara |
| 4    | 7 lipca  | Montpellier           | Montpellier          | 39    |               | Jazda drużynowa na czas    | Team Astana        | Fabian Cancellara |
| 5    | 8 lipca  | Le Cap d’Agde         | Perpignan            | 196.5 |               | płaski                     | Thomas Voeckler    | Fabian Cancellara |
| 6    | 9 lipca  | Girona                | Barcelona            | 181.5 |               | płaski                     | Thor Hushovd       | Fabian Cancellara |
| 7    | 10 lipca | Barcelona             | Andora               | 224   |               | górski                     | Brice Feillu       | Rinaldo Nocentini |
| 8    | 11 lipca | Andorra la Vella      | Saint-Girons         | 176.5 |               | górski                     | Luis León Sánchez  | Rinaldo Nocentini |
| 9    | 12 lipca | Saint-Gaudens         | Tarbes               | 160.5 |               | górski                     | Pierrick Fédrigo   | Rinaldo Nocentini |
|      | 13 lipca |                       |                      |       | Dzień przerwy | Dzień przerwy              |                    |                   |
| 10   | 14 lipca | Limoges               | Issoudun             | 194.5 |               | płaski                     | Mark Cavendish     | Rinaldo Nocentini |
| 11   | 15 lipca | Vatan                 | Saint-Fargeau        | 192   |               | płaski                     | Mark Cavendish     | Rinaldo Nocentini |
| 12   | 16 lipca | Tonnerre              | Vittel               | 211.5 |               | płaski                     | Nicki Sørensen     | Rinaldo Nocentini |
| 13   | 17 lipca | Vittel                | Colmar               | 200   |               | pagórkowaty                | Heinrich Haussler  | Rinaldo Nocentini |
| 14   | 18 lipca | Colmar                | Besançon             | 199   |               | płaski                     | Siergiej Iwanow    | Rinaldo Nocentini |
| 15   | 19 lipca | Pontarlier            | Verbier              | 207.5 |               | górski                     | Alberto Contador   | Alberto Contador  |
|      | 20 lipca |                       |                      |       | Dzień przerwy | Dzień przerwy              |                    |                   |
| 16   | 21 lipca | Martigny              | Bourg-Saint-Maurice  | 159   |               | górski                     | Mikel Astarloza    | Alberto Contador  |
| 17   | 22 lipca | Bourg-Saint-Maurice   | Le Grand-Bornand     | 169.5 |               | górski                     | Frank Schleck      | Alberto Contador  |
| 18   | 23 lipca | Annecy                | Annecy               | 40.5  |               | Jazda indywidualna na czas | Alberto Contador   | Alberto Contador  |
| 19   | 24 lipca | Bourgoin-Jallieu      | Aubenas              | 178   |               | płaski                     | Mark Cavendish     | Alberto Contador  |
| 20   | 25 lipca | Montélimar            | Mont Ventoux         | 167   |               | górski                     | Juan Manuel Gárate | Alberto Contador  |
| 21   | 26 lipca | Montereau-Fault-Yonne | Paryż Champs-Élysées | 164   |               | płaski                     | Mark Cavendish     | Alberto Contador  |

### Etap 1 – 04.07:Monako–Monako, 15,5 km (ITT)
| Lp. | Zawodnik          | Zespół | Czas    |
| --- | ----------------- | ------ | ------- |
| 1   | Fabian Cancellara | SAX    | 19′ 32″ |
| 2   | Alberto Contador  | AST    | + 18″   |
| 3   | Bradley Wiggins   | GRM    | + 19″   |
|     |                   |        |         |
| 164 | Marcin Sapa       | LAM    | + 2′36″ |

| Lp. | Zawodnik          | Zespół | Czas    |
| --- | ----------------- | ------ | ------- |
| 1   | Fabian Cancellara | SAX    | 19′ 32″ |
| 2   | Alberto Contador  | AST    | + 18″   |
| 3   | Bradley Wiggins   | GRM    | + 19″   |
|     |                   |        |         |
| 164 | Marcin Sapa       | LAM    | + 2′36″ |

Etap ukończyło 180 kolarzy

### Etap 2 – 05.07: Monako–Brignoles, 187 km
| Lp. | Zawodnik       | Zespół | Czas       |
| --- | -------------- | ------ | ---------- |
| 1   | Mark Cavendish | THR    | 4h 30′ 02″ |
| 2   | Tyler Farrar   | GRM    | + 00″      |
| 3   | Romain Feillu  | AGR    | + 00″      |
|     |                |        |            |
| 101 | Marcin Sapa    | LAM    | + 00″      |

| Lp. | Zawodnik          | Zespół | Czas       |
| --- | ----------------- | ------ | ---------- |
| 1   | Fabian Cancellara | SAX    | 4h 49′ 34″ |
| 2   | Alberto Contador  | AST    | + 18″      |
| 3   | Bradley Wiggins   | GRM    | + 19″      |
|     |                   |        |            |
| 164 | Marcin Sapa       | LAM    | + 2′36″    |

Etap ukończyło 180 kolarzy

### Etap 3 – 06.07:Marsylia–La Grande-Motte, 196,5 km
| Lp. | Zawodnik       | Zespół | Czas       |
| --- | -------------- | ------ | ---------- |
| 1   | Mark Cavendish | THR    | 5h 01′ 24″ |
| 2   | Thor Hushovd   | CTT    | + 00″      |
| 3   | Cyril Lemoine  | SKS    | + 00″      |
|     |                |        |            |
| 149 | Marcin Sapa    | LAM    | + 1′20″    |

| Lp. | Zawodnik          | Zespół | Czas       |
| --- | ----------------- | ------ | ---------- |
| 1   | Fabian Cancellara | SAX    | 9h 50′ 58″ |
| 2   | Tony Martin       | THR    | + 33″      |
| 3   | Lance Armstrong   | AST    | + 40″      |
|     |                   |        |            |
| 166 | Marcin Sapa       | LAM    | + 3′56″    |

Etap ukończyło 179 kolarzy

### Etap 4 – 07.07:Montpellier–Montpellier, 39 km (jazda drużynowa na czas)
| Lp. | Zespół            | Czas    |
| --- | ----------------- | ------- |
| 1   | Team Astana       | 46′ 29″ |
| 2   | Garmin-Slipstream | + 18″   |
| 3   | Team Saxo Bank    | + 40″   |

| Lp. | Zawodnik          | Zespół | Czas        |
| --- | ----------------- | ------ | ----------- |
| 1   | Fabian Cancellara | SAX    | 10h 38′ 07″ |
| 2   | Lance Armstrong   | AST    | + 00″       |
| 3   | Alberto Contador  | AST    | + 19″       |

### Etap 5 – 08.07:Cap d’Agde–Perpignan, 196,5 km
| Lp. | Zawodnik         | Zespół | Czas       |
| --- | ---------------- | ------ | ---------- |
| 1   | Thomas Voeckler  | BTL    | 4h 29′ 35″ |
| 2   | Michaił Ignatjew | KAT    | + 07″      |
| 3   | Mark Cavendish   | THR    | + 07″      |
|     |                  |        |            |
| 141 | Marcin Sapa      | LAM    | + 07″      |

| Lp. | Zawodnik          | Zespół | Czas        |
| --- | ----------------- | ------ | ----------- |
| 1   | Fabian Cancellara | SAX    | 15h 07′ 49″ |
| 2   | Lance Armstrong   | AST    | + 00″       |
| 3   | Alberto Contador  | AST    | + 19″       |
|     |                   |        |             |
| 137 | Marcin Sapa       | LAM    | + 6′40″     |

Etap ukończyło 178 kolarzy

### Etap 6 – 09.07:Girona–Barcelona, 181,5 km
| Lp. | Zawodnik           | Zespół | Czas       |
| --- | ------------------ | ------ | ---------- |
| 1   | Thor Hushovd       | CTT    | 4h 21′ 33″ |
| 2   | Óscar Freire       | RAB    | + 00″      |
| 3   | José Joaquín Rojas | GCE    | + 00″      |
|     |                    |        |            |
| 138 | Marcin Sapa        | LAM    | + 5′17″    |

| Lp. | Zawodnik          | Zespół | Czas        |
| --- | ----------------- | ------ | ----------- |
| 1   | Fabian Cancellara | SAX    | 19h 29′ 22″ |
| 2   | Lance Armstrong   | AST    | + 00″       |
| 3   | Alberto Contador  | AST    | + 19″       |
|     |                   |        |             |
| 144 | Marcin Sapa       | LAM    | + 11′57″    |

'Etap ukończyło 177 kolarzy

### Etap 7 – 10.07:Barcelona–Andora, 224 km
| Lp. | Zawodnik            | Zespół | Czas       |
| --- | ------------------- | ------ | ---------- |
| 1   | Brice Feillu        | AGR    | 6h 11′ 31″ |
| 2   | Christophe Kern     | COF    | + 05″      |
| 3   | Johannes Fröhlinger | MRM    | + 25″      |
|     |                     |        |            |
| 154 | Marcin Sapa         | LAM    | + 28′29″   |

| Lp. | Zawodnik          | Zespół | Czas        |
| --- | ----------------- | ------ | ----------- |
| 1   | Rinaldo Nocentini | ALM    | 25h 44′ 32″ |
| 2   | Alberto Contador  | AST    | + 06″       |
| 3   | Lance Armstrong   | AST    | + 08″       |
|     |                   |        |             |
| 153 | Marcin Sapa       | LAM    | + 36′47″    |

Etap ukończyło 176 kolarzy

### Etap 8 – 11.07:Andora-Saint-Girons, 176,5 km
| Lp. | Zawodnik          | Zespół | Czas       |
| --- | ----------------- | ------ | ---------- |
| 1   | Luis León Sánchez | GCE    | 4h 31′ 50″ |
| 2   | Sandy Casar       | FDJ    | + 00″      |
| 3   | Mikel Astarloza   | EUS    | + 00″      |
|     |                   |        |            |
| 128 | Marcin Sapa       | LAM    | + 23′02″   |

| Lp. | Zawodnik          | Zespół | Czas        |
| --- | ----------------- | ------ | ----------- |
| 1   | Rinaldo Nocentini | ALM    | 30h 18′ 16″ |
| 2   | Alberto Contador  | AST    | + 06″       |
| 3   | Lance Armstrong   | AST    | + 08″       |
|     |                   |        |             |
| 150 | Marcin Sapa       | LAM    | + 57′55     |

Etap ukończyło 172 kolarzy

### Etap 9 – 12.07:Saint-Gaudens–Tarbes, 160,5 km
| Lp. | Zawodnik          | Zespół | Czas       |
| --- | ----------------- | ------ | ---------- |
| 1   | Pierrick Fédrigo  | BTL    | 4h 05′ 31″ |
| 2   | Franco Pellizotti | LIQ    | + 00″      |
| 3   | Oscar Freire      | EUS    | + 34″      |
|     |                   |        |            |
| 92  | Marcin Sapa       | LAM    | + 18′48″   |

| Lp. | Zawodnik          | Zespół | Czas        |
| --- | ----------------- | ------ | ----------- |
| 1   | Rinaldo Nocentini | ALM    | 34h 24′ 21″ |
| 2   | Alberto Contador  | AST    | + 06″       |
| 3   | Lance Armstrong   | AST    | + 08″       |
|     |                   |        |             |
| 143 | Marcin Sapa       | LAM    | + 1h 16′09″ |

Etap ukończyło 171 kolarzy

### Etap 10 – 14.07:Limoges–Issoudun, 194,5 km
| Lp. | Zawodnik       | Zespół | Czas       |
| --- | -------------- | ------ | ---------- |
| 1   | Mark Cavendish | THR    | 4h 46′ 43″ |
| 2   | Thor Hushovd   | CTT    | + 00″      |
| 3   | Tyler Farrar   | GRM    | + 00″      |
|     |                |        |            |
| 84  | Marcin Sapa    | LAM    | + 15″      |

| Lp. | Zawodnik          | Zespół | Czas        |
| --- | ----------------- | ------ | ----------- |
| 1   | Rinaldo Nocentini | ALM    | 39h 11′ 04″ |
| 2   | Alberto Contador  | AST    | + 06″       |
| 3   | Lance Armstrong   | AST    | + 08″       |
|     |                   |        |             |
| 143 | Marcin Sapa       | LAM    | + 1h 16′24″ |

### Etap 11 – 15.07:Vatan–Saint-Fargeau, 192 km
| Lp. | Zawodnik           | Zespół | Czas       |
| --- | ------------------ | ------ | ---------- |
| 1   | Mark Cavendish     | THR    | 4h 17′ 55″ |
| 2   | Tyler Farrar       | GRM    | + 00″      |
| 3   | Jauheni Hutarowicz | FDJ    | + 00″      |
|     |                    |        |            |
| 149 | Marcin Sapa        | LAM    | + 29″      |

| Lp. | Zawodnik          | Zespół | Czas        |
| --- | ----------------- | ------ | ----------- |
| 1   | Rinaldo Nocentini | ALM    | 43h 28′ 59″ |
| 2   | Alberto Contador  | AST    | + 06″       |
| 3   | Lance Armstrong   | AST    | + 08″       |
|     |                   |        |             |
| 141 | Marcin Sapa       | LAM    | + 1h 16′38″ |

Etap ukończyło 170 kolarzy

### Etap 12 – 16.07:Tonnerre–Vittel, 211,5 km
| Lp. | Zawodnik          | Zespół | Czas       |
| --- | ----------------- | ------ | ---------- |
| 1   | Nicki Sørensen    | SAX    | 4h 52′ 24″ |
| 2   | Laurent Lefevre   | BBO    | + 48″      |
| 3   | Franco Pellizotti | LIQ    | + 48″      |
|     |                   |        |            |
| 111 | Marcin Sapa       | LAM    | + 5′58″    |

| Lp. | Zawodnik          | Zespół | Czas        |
| --- | ----------------- | ------ | ----------- |
| 1   | Rinaldo Nocentini | ALM    | 48h 27′ 21″ |
| 2   | Alberto Contador  | AST    | + 06″       |
| 3   | Lance Armstrong   | AST    | + 08″       |
|     |                   |        |             |
| 139 | Marcin Sapa       | LAM    | + 1h 16′33″ |

Etap ukończyło 166 kolarzy

### Etap 13 – 17.07:Vittel-Colmar, 200 km
| Lp. | Zawodnik          | Zespół | Czas       |
| --- | ----------------- | ------ | ---------- |
| 1   | Heinrich Haussler | CTT    | 4h 56′ 26″ |
| 2   | Amets Txurruka    | EUS    | + 4′ 11″   |
| 3   | Brice Feillu      | AGR    | + 6′ 13″   |
|     |                   |        |            |
| 142 | Marcin Sapa       | LAM    | + 23′44″   |

| Lp. | Zawodnik          | Zespół | Czas        |
| --- | ----------------- | ------ | ----------- |
| 1   | Rinaldo Nocentini | ALM    | 53h 30′ 30″ |
| 2   | Alberto Contador  | AST    | + 06″       |
| 3   | Lance Armstrong   | AST    | + 08″       |
|     |                   |        |             |
| 139 | Marcin Sapa       | LAM    | + 1h 33′34″ |

Etap ukończyło 164 kolarzy

### Etap 14 – 18.07:Colmar-Besançon, 199 km
| Lp. | Zawodnik        | Zespół | Czas       |
| --- | --------------- | ------ | ---------- |
| 1   | Siergiej Iwanow | KAT    | 4h 37′ 46″ |
| 2   | Nicolas Roche   | ALM    | + 16″      |
| 3   | Hayden Roulston | CTT    | + 16″      |
|     |                 |        |            |
| 106 | Marcin Sapa     | LAM    | + 5′36″    |

| Lp. | Zawodnik          | Zespół | Czas        |
| --- | ----------------- | ------ | ----------- |
| 1   | Rinaldo Nocentini | ALM    | 58h 13′ 52″ |
| 2   | George Hincapie   | THR    | + 05″       |
| 3   | Alberto Contador  | AST    | + 06″       |
|     |                   |        |             |
| 139 | Marcin Sapa       | LAM    | + 1h 33′34″ |

Etap ukończyło 164 kolarzy

### Etap 15 – 19.07:Pontarlier-Verbier, 207,5 km
| Lp. | Zawodnik         | Zespół | Czas       |
| --- | ---------------- | ------ | ---------- |
| 1   | Alberto Contador | AST    | 5h 03′ 58″ |
| 2   | Andy Schleck     | SAX    | + 43″      |
| 3   | Vincenzo Nibali  | LIQ    | + 1′ 03″   |
|     |                  |        |            |
| 151 | Marcin Sapa      | LAM    | + 18′12″   |

| Lp. | Zawodnik         | Zespół | Czas        |
| --- | ---------------- | ------ | ----------- |
| 1   | Alberto Contador | AST    | 63h 17′ 56″ |
| 2   | Lance Armstrong  | AST    | + 1′ 37″    |
| 3   | Bradley Wiggins  | GRM    | + 1′ 46″    |
|     |                  |        |             |
| 142 | Marcin Sapa      | LAM    | + 1h 51′40″ |

Etap ukończyło 162 kolarzy

### Etap 16 – 21.07:Martigny-Bourg-Saint-Maurice, 159 km
| Lp. | Zawodnik         | Zespół | Czas       |
| --- | ---------------- | ------ | ---------- |
| 1   | Mikel Astarloza  | AST    | 4h 14′ 20″ |
| 2   | Sandy Casar      | FDJ    | + 06″      |
| 3   | Pierrick Fédrigo | BTL    | + 06″      |
|     |                  |        |            |
| 158 | Marcin Sapa      | LAM    | + 27′36″   |

| Lp. | Zawodnik         | Zespół | Czas        |
| --- | ---------------- | ------ | ----------- |
| 1   | Alberto Contador | AST    | 67h 33′ 15″ |
| 2   | Lance Armstrong  | AST    | + 1′ 37″    |
| 3   | Bradley Wiggins  | GRM    | + 1′ 46″    |
|     |                  |        |             |
| 144 | Marcin Sapa      | LAM    | + 2h 18′17″ |

Etap ukończyło 161 kolarzy

### Etap 17 – 22.07:Bourg-Saint-Maurice–Le Grand-Bornand, 169,5 km
| Lp. | Zawodnik         | Zespół | Czas       |
| --- | ---------------- | ------ | ---------- |
| 1   | Frank Schleck    | SAX    | 4h 53′ 54″ |
| 2   | Alberto Contador | AST    | + 0″       |
| 3   | Andy Schleck     | SAX    | + 0″       |
|     |                  |        |            |
| 135 | Marcin Sapa      | LAM    | + 35′47″   |

| Lp. | Zawodnik         | Zespół | Czas        |
| --- | ---------------- | ------ | ----------- |
| 1   | Alberto Contador | AST    | 67h 33′ 15″ |
| 2   | Andy Schleck     | CSC    | + 2′ 26″    |
| 3   | Frank Schleck    | SAX    | + 3′ 25″    |
|     |                  |        |             |
| 143 | Marcin Sapa      | LAM    | + 2h 54′04″ |

Etap ukończyło 158 kolarzy

### Etap 18 – 23.07:Annecy– Annecy, 40,5 km
| Lp. | Zawodnik          | Zespół | Czas    |
| --- | ----------------- | ------ | ------- |
| 1   | Alberto Contador  | AST    | 48′ 30″ |
| 2   | Fabian Cancellara | SAX    | + 3″    |
| 3   | Michaił Ignatjew  | KAT    | + 15″   |
|     |                   |        |         |
| 62  | Marcin Sapa       | LAM    | + 3′36″ |

| Lp. | Zawodnik         | Zespół | Czas        |
| --- | ---------------- | ------ | ----------- |
| 1   | Alberto Contador | AST    | 73h 15′ 39″ |
| 2   | Andy Schleck     | SAX    | + 4′ 11″    |
| 3   | Lance Armstrong  | AST    | + 5′ 25″    |
|     |                  |        |             |
| 142 | Marcin Sapa      | LAM    | + 2h 57′40″ |

Etap ukończyło 158 kolarzy

### Etap 19 – 24.07:Bourgoin-Jallieu–Aubenas, 195 km
| Lp. | Zawodnik       | Zespół | Czas       |
| --- | -------------- | ------ | ---------- |
| 1   | Mark Cavendish | THR    | 3h 50′ 35″ |
| 2   | Thor Hushovd   | CTT    | + 0″       |
| 3   | Gerald Ciolek  | MRM    | + 0″       |
|     |                |        |            |
| 126 | Marcin Sapa    | LAM    | + 18′37″   |

| Lp. | Zawodnik         | Zespół | Czas        |
| --- | ---------------- | ------ | ----------- |
| 1   | Alberto Contador | AST    | 77h 06′ 18″ |
| 2   | Andy Schleck     | SAX    | + 4′ 11″    |
| 3   | Lance Armstrong  | AST    | + 5′ 21″    |
|     |                  |        |             |
| 144 | Marcin Sapa      | LAM    | + 3h 16′13″ |

Etap ukończyło 156 kolarzy

### Etap 20 – 25.07:Montélimar–Mont Ventoux, 167 km
| Lp. | Zawodnik           | Zespół | Czas       |
| --- | ------------------ | ------ | ---------- |
| 1   | Juan Manuel Gárate | RAB    | 4h 39′ 21″ |
| 2   | Tony Martin        | THR    | + 3″       |
| 3   | Andy Schleck       | SAX    | + 38″      |
|     |                    |        |            |
| 148 | Marcin Sapa        | LAM    | + 25′49″   |

| Lp. | Zawodnik         | Zespół | Czas        |
| --- | ---------------- | ------ | ----------- |
| 1   | Alberto Contador | AST    | 81h 46′ 17″ |
| 2   | Andy Schleck     | SAX    | + 4′ 11″    |
| 3   | Lance Armstrong  | AST    | + 5′ 24″    |
|     |                  |        |             |
| 146 | Marcin Sapa      | LAM    | + 3h 41′24″ |

Etap ukończyło 156 kolarzy

### Etap 21 – 26.07:Montereau-Fault-Yonne–Paryż, 164 km
| Lp. | Zawodnik       | Zespół | Czas       |
| --- | -------------- | ------ | ---------- |
| 1   | Mark Cavendish | THR    | 4h 02′ 18″ |
| 2   | Mark Renshaw   | THR    | + 0″       |
| 3   | Tyler Farrar   | GRM    | + 0″       |
|     |                |        |            |
| 127 | Marcin Sapa    | LAM    | + 22″      |

| Lp. | Zawodnik         | Zespół | Czas        |
| --- | ---------------- | ------ | ----------- |
| 1   | Alberto Contador | AST    | 85h 48′ 35″ |
| 2   | Andy Schleck     | SAX    | + 4′ 11″    |
| 3   | Lance Armstrong  | AST    | + 5′ 24″    |
|     |                  |        |             |
| 146 | Marcin Sapa      | LAM    | + 3h 41′46″ |

Wyścig ukończyło 156 kolarzy

## Posiadacze koszulek po poszczególnych etapach
| Etap                 | Zwycięzca            | Klasyfikacja generalna Maillot jaune | Klasyfikacja górska Maillot a pois rouges | Klasyfikacja punktowa Maillot vert | Klasyfikacja młodzieżowa Maillot blanc | Klasyfikacja drużynowa Classement par équipe | Klasyfikacja najaktywniejszych Prix de combativité |
| -------------------- | -------------------- | ------------------------------------ | ----------------------------------------- | ---------------------------------- | -------------------------------------- | -------------------------------------------- | -------------------------------------------------- |
| 1                    | Fabian Cancellara    | Fabian Cancellara                    | Alberto Contador                          | Fabian Cancellara                  | Roman Kreuziger                        | Team Astana                                  | –                                                  |
| 2                    | Mark Cavendish       | Fabian Cancellara                    | Jussi Veikkanen                           | Mark Cavendish                     | Roman Kreuziger                        | Team Astana                                  | Stef Clement                                       |
| 3                    | Mark Cavendish       | Fabian Cancellara                    | Jussi Veikkanen                           | Mark Cavendish                     | Tony Martin                            | Team Astana                                  | Samuel Dumoulin                                    |
| 4                    | Team Astana          | Fabian Cancellara                    | Jussi Veikkanen                           | Mark Cavendish                     | Tony Martin                            | Team Astana                                  | –                                                  |
| 5                    | Thomas Voeckler      | Fabian Cancellara                    | Jussi Veikkanen                           | Mark Cavendish                     | Tony Martin                            | Team Astana                                  | Michaił Ignatjew                                   |
| 6                    | Thor Hushovd         | Fabian Cancellara                    | Stéphane Augé                             | Mark Cavendish                     | Tony Martin                            | Team Astana                                  | David Millar                                       |
| 7                    | Brice Feillu         | Rinaldo Nocentini                    | Brice Feillu                              | Mark Cavendish                     | Tony Martin                            | Team Astana                                  | Christophe Riblon                                  |
| 8                    | Luis León Sánchez    | Rinaldo Nocentini                    | Christophe Kern                           | Thor Hushovd                       | Tony Martin                            | Ag2r-La Mondiale                             | Sandy Casar                                        |
| 9                    | Pierrick Fédrigo     | Rinaldo Nocentini                    | Egoi Martinez                             | Thor Hushovd                       | Tony Martin                            | Ag2r-La Mondiale                             | Franco Pellizotti                                  |
| 10                   | Mark Cavendish       | Rinaldo Nocentini                    | Egoi Martinez                             | Thor Hushovd                       | Tony Martin                            | Ag2r-La Mondiale                             | Thierry Hupond                                     |
| 11                   | Mark Cavendish       | Rinaldo Nocentini                    | Egoi Martinez                             | Mark Cavendish                     | Tony Martin                            | Ag2r-La Mondiale                             | Johan Van Summeren                                 |
| 12                   | Nicki Sørensen       | Rinaldo Nocentini                    | Egoi Martinez                             | Mark Cavendish                     | Tony Martin                            | Team Saxo Bank                               | Nicki Sørensen                                     |
| 13                   | Heinrich Haussler    | Rinaldo Nocentini                    | Franco Pellizotti                         | Thor Hushovd                       | Tony Martin                            | Team Saxo Bank                               | Heinrich Haussler                                  |
| 14                   | Siergiej Iwanow      | Rinaldo Nocentini                    | Franco Pellizotti                         | Thor Hushovd                       | Tony Martin                            | Ag2r-La Mondiale                             | Martijn Maaskant                                   |
| 15                   | Alberto Contador     | Alberto Contador                     | Franco Pellizotti                         | Thor Hushovd                       | Andy Schleck                           | Team Astana                                  | Simon Spilak                                       |
| 16                   | Mikel Astarloza      | Alberto Contador                     | Franco Pellizotti                         | Thor Hushovd                       | Andy Schleck                           | Team Astana                                  | Franco Pellizotti                                  |
| 17                   | Frank Schleck        | Alberto Contador                     | Franco Pellizotti                         | Thor Hushovd                       | Andy Schleck                           | Team Astana                                  | Thor Hushovd                                       |
| 18                   | Alberto Contador     | Alberto Contador                     | Franco Pellizotti                         | Thor Hushovd                       | Andy Schleck                           | Team Astana                                  | –                                                  |
| 19                   | Mark Cavendish       | Alberto Contador                     | Franco Pellizotti                         | Thor Hushovd                       | Andy Schleck                           | Team Astana                                  | Leonardo Duque                                     |
| 20                   | Juan Manuel Gárate   | Alberto Contador                     | Franco Pellizotti                         | Thor Hushovd                       | Andy Schleck                           | Team Astana                                  | Tony Martin                                        |
| 21                   | Mark Cavendish       | Alberto Contador                     | Franco Pellizotti                         | Thor Hushovd                       | Andy Schleck                           | Team Astana                                  | Fumiyuki Beppu                                     |
| Klasyfikacja końcowa | Klasyfikacja końcowa | Alberto Contador                     | Franco Pellizotti                         | Thor Hushovd                       | Andy Schleck                           | Team Astana                                  | Franco Pellizotti                                  |

## Klasyfikacje
| Poz. | Zawodnik              | Drużyna | Czas        |
| ---- | --------------------- | ------- | ----------- |
| 1    | Alberto Contador      | AST     | 85h 48′ 35″ |
| 2    | Andy Schleck          | SAX     | + 4′ 11″    |
| 3    | Lance Armstrong       | AST     | + 5′ 24″    |
| 4    | Bradley Wiggins       | GRM     | + 6′ 01″    |
| 5    | Frank Schleck         | SAX     | + 6′ 04″    |
| 6    | Andreas Klöden        | AST     | + 6′ 42″    |
| 7    | Vincenzo Nibali       | LIQ     | + 7′ 35″    |
| 8    | Christian Vande Velde | GRM     | + 12′ 04″   |
| 9    | Roman Kreuziger       | LIQ     | + 14′ 16″   |
| 10   | Christophe Le Mevel   | FDJ     | + 14′ 25″   |

| Poz. | Zawodnik           | Drużyna | Punkty |
| ---- | ------------------ | ------- | ------ |
| 1    | Thor Hushovd       | CTT     | 280    |
| 2    | Mark Cavendish     | THR     | 270    |
| 3    | Gerald Ciolek      | MRM     | 172    |
| 4    | Jose Joaquin Rojas | GCE     | 145    |
| 5    | Tyler Farrar       | GRM     | 136    |
| 6    | Nicolas Roche      | ALM     | 122    |
| 7    | Oscar Freire       | RAB     | 119    |
| 8    | Franco Pellizotti  | LIQ     | 104    |
| 9    | Alberto Contador   | AST     | 101    |
| 10   | Andreas Klöden     | AST     | 89     |

| Poz. | Zawodnik           | Drużyna | Punkty |
| ---- | ------------------ | ------- | ------ |
| 1    | Franco Pellizotti  | LIQ     | 210    |
| 2    | Egoi Martinez      | EUS     | 135    |
| 3    | Alberto Contador   | AST     | 126    |
| 4    | Andy Schleck       | SAX     | 111    |
| 5    | Pierrick Fédrigo   | BBO     | 99     |
| 6    | Christophe Kern    | COF     | 89     |
| 7    | Frank Schleck      | SAX     | 88     |
| 8    | Mikel Astarloza    | EUS     | 86     |
| 9    | Juan Manuel Gárate | RAB     | 86     |
| 10   | Sandy Casar        | FDJ     | 84     |

| Poz. | Zawodnik        | Drużyna | Czas        |
| ---- | --------------- | ------- | ----------- |
| 1    | Andy Schleck    | SAX     | 85h 52′ 46″ |
| 2    | Vincenzo Nibali | LIQ     | + 3′ 24″    |
| 3    | Roman Kreuziger | LIQ     | + 10′ 5″    |
| 4    | Pierre Rolland  | BBO     | + 33′ 33″   |
| 5    | Nicolas Roche   | ALM     | + 34′ 9″    |
| 6    | Brice Feillu    | AGR     | + 37′ 3″    |
| 7    | Peter Velits    | MRM     | + 42′ 24″   |
| 8    | Chris Sørensen  | SAX     | + 45′ 36″   |
| 9    | Tony Martin     | THR     | + 50′ 53″   |
| 10   | Jurij Trofimow  | BBO     | + 1h 5′ 12″ |

Drużynowa
| Poz | Drużyna            | Czas         |
| --- | ------------------ | ------------ |
| 1   | Team Astana        | 256h 02′ 58″ |
| 2   | Garmin-Slipstream  | + 22′ 35″    |
| 3   | Team Saxo Bank     | + 28′ 34″    |
| 4   | Ag2r-La Mondiale   | + 31′ 47″    |
| 5   | Liquigas           | + 43′ 31″    |
| 6   | Euskaltel-Euskadi  | + 58′ 5″     |
| 7   | Francaise des Jeux | + 1h 1′ 48″  |
| 8   | Cofidis            | + 1h 5′ 34″  |
| 9   | Team Katusha       | + 1h 13′ 57″ |
| 10  | Team Milram        | + 1h 20′ 38″ |

## Wycofani i wykluczeni
| Typ | Etap | Nazwisko                   | Drużyna            | Przyczyna                   |
| --- | ---- | -------------------------- | ------------------ | --------------------------- |
| DNS | 3    | Jurgen Van De Walle        | Quick Step         |                             |
| DNF | 4    | Piet Rooijakkers           | Skil-Shimano       |                             |
| DNS | 6    | Robert Gesink              | Rabobank           |                             |
| DNF | 7    | Sébastien Joly             | Francaise des Jeux |                             |
| DNF | 8    | Eduardo Gonzalo Ramirez    | Agritubel          |                             |
| DNF | 8    | David Le Lay               | Agritubel          |                             |
| DNF | 8    | Oscar Pereiro Sio          | Caisse d’Epargne   |                             |
| DNF | 8    | Koldo Fernandez            | Euskaltel-Euskadi  |                             |
| DNF | 9    | Danilo Napolitano          | Team Katusha       |                             |
| DNS | 11   | Kurt-Asle Arvesen          | Team Saxo Bank     | Złamany obojczyk            |
| DNF | 12   | Romain Feillu              | Agritubel          |                             |
| DNF | 12   | Angelo Furlan              | Lampre             | Przekroczenie limitu czasu  |
| DNS | 12   | Rui Costa                  | Caisse d’Epargne   |                             |
| DNF | 12   | Jerome Coppel              | Francaise des Jeux |                             |
| DNS | 13   | Levi Leipheimer            | Astana             | Kontuzja nadgrastka         |
| DNS | 13   | Peter Wrolich              | Team Milram        |                             |
| DNS | 15   | Tom Boonen                 | Quick Step         |                             |
| DNF | 15   | Władimir Jefimkin          | Ag2r-La Mondiale   |                             |
| DNF | 16   | Jens Voigt                 | Team Saxo Bank     | Złamana kość policzkowa     |
| DNF | 17   | Jose Angel Gomez Marchante | Cervèlo Test Team  |                             |
| DNF | 17   | Cyril Dessel               | Ag2r-La Mondiale   |                             |
| DNF | 17   | Kenny Robert Van Hummel    | Skil-Shimano       |                             |
| DNF | 19   | Amets Txurruka             | Euskaltel-Euskadi  | Przekroczenie limitu czasu  |
| DNF | 19   | Alan Perez Lezaun          | Euskaltel-Euskadi  | Przekroczenie limitu czasu  |
| DSQ |      | Lance Armstrong            | Team Astana        | Dyskwalifikacja w 2012 roku |